# Diecezja Palangkaraya
Diecezja Palangkaraya – rzymskokatolicka diecezja w Indonezji. Erygowana w 1993 roku.

## Biskupi
- - Bp Aloysius Maryadi Sutrisnaatmaka, M.S.F. (2001–)
  - Bp Yulius Aloysius Husin, M.S.F. (1993–1994)